# Holandia na Letnich Igrzyskach Olimpijskich 2004
Holandię na Letnich Igrzyskach Olimpijskich 2004 reprezentowało 210 zawodników, startujących w 22 dyscyplinach. Najmłodszym zawodnikiem była Laura del Carmen van Leeuwen (18 lat). Najstarszym zawodnikiem był Mark Neeleman (45 lat). 

## Zdobyte medale
| Medal  | Zawodnik | Dyscyplina sportowa | Konkurencja                        |
| ------ | --- | ------------------- | ---------------------------------- |
| Złoto  | Anky van Grunsven | Jeździectwo         | Ujeżdżenie indywidualnie           |
| Złoto  | Leontien Zijlaard-van Moorsel | Kolarstwo           | Jazda indywidualna na czas         |
| Złoto  | Inge de Bruijn | Pływanie            | 50 m stylem dowolnym kobiet        |
| Złoto  | Pieter van den Hoogenband | Pływanie            | 100 m stylem dowolnym mężczyzn     |
| Srebro | Mia Audina | Badminton           | gra pojedyncza                     |
| Srebro | Matthijs Brouwer Ronald Brouwer Jeroen Delmee Geert-Jan Derickx Rob Derickx Marten Eikelboom Floris Evers Piet Hein Geeris Egbert Ho Erik Jazet Karel Klaver Bram Lomans Jesse Mahieu Nick Mejder Rob Reckers Teake Taekema Kristiaan Timman Klaas Veering Guus Vogels Roderick Weusthof Teun de Nooijer Jan Jorn van t'Land Sander van der Weide | Hokej mężczyzn      |                                    |
| Srebro | Clarinda Sinnige Lisanne de Roever Macha van der Vaart Fatima Moreire de Melo Jiske Snoeks Maartje Scheepstra Miek van Geenhuizen Sylvia Karres Mijntje Donners Ageeth Boomgaardt Minke Smabers Minke Booij Janneke Schopman Chantal de Bruijn Eefke Mulder Lieve van Kessel                                                                      | Hokej kobiet        |                                    |
| Srebro | Edith Bosch | Judo                | 70 kg kobiet                       |
| Srebro | Theo Bos | Kolarstwo           | Kolarstwo torowe mężczyźni sprint  |
| Srebro | Pieter van den Hoogenband | Pływanie            | 200 m stylem dowolnym mężczyzn     |
| Srebro | Johan Kenkhuis Mitja Zastrow Klaas-Erik Zwering Pieter van den Hoogenband | Pływanie            | 4 × 100 m stylem dowolnym mężczyzn |
| Srebro | Inge de Bruijn | Pływanie            | 100 m stylem dowolnym kobiet       |
| Srebro | Matthijs Vellenga Gijs Vermeulen Jan-Willem Gabriëls Daniël Mensch Geert Jan Derksen Gerritjan Eggenkamp Diederik Simon Michiel Bartman Chun Wei Cheung | Wioślarstwo         | ósemka                             |
| Brąz   | Dennis van der Geest | Judo                | pow. 100 kg mężczyzn               |
| Brąz   | Mark Huizinga | Judo                | 90kg mężczyzn                      |
| Brąz   | Deborah Gravenstijn | Judo                | 57 kg kobiet                       |
| Brąz   | Bart Brentjens | Kolarstwo           | Kolarstwo górskie mężczyzn         |
| Brąz   | Leontien Zijlaard-van Moorsel | Kolarstwo           | 3000 m na dochodzenie              |
| Brąz   | Inge de Bruijn | Pływanie            | 100 m stylem motylkowym kobiet     |
| Brąz   | Chantal Groot Inge Dekker Marleen Veldhuis Inge de Bruijn | Pływanie            | 4 × 100 m stylem dowolnym kobiet   |
| Brąz   | Kirsten van der Kolk Marit van Eupen | Wioślarstwo         | dwójka podwójna wagi lekkiej       |
| Brąz   | Froukje Wegman Marlies Smulders Nienke Hommes Hurnet Dekkers Annemarieke van Rumpt Annemiek de Haan Sarah Siegelaar Helen Tanger Ester Workel | Wioślarstwo         | ósemka                             |